# Hammam N'Bail
Hammam N'bails est une commune de la wilaya de Guelma en Algérie.

## Géographie
La commune de Hammam N'bails est située à l'est du chef-lieu de la wilaya de Guelma, à 37 km de Guelma-ville via la RN20, puis le CW19. Elle est frontalière avec la communne de Khemissaet El Henancha de la wilaya de Souk-Ahras.
Elle est située dans une zone essentiellement montagneuse dont le point culminant est: Ras EL Alia  1317 m,Kef Zouara 1292m Bouaichoune 1282 m d'altitude. Elle est assez bien arrosée en hiver et il n'est pas rare qu'il neige sur les hauteurs. Outre Aïn Ghrour, les localités de Aïn Djmel, Oued El Maleh, El Barnous, Aïn Lebberd (situé du côté de Sfahli), le mont Haïmer font partie de la commune.
De par sa toponymie, une source d'eau chaude est présente. Elle dispose de vertus réparatrices et médicinales pour les rhumatismes ou les problèmes liés à la peau. Des sources froides existent également. La plus connue et la plus typique est située à l'est du chef-lieu de la commune. Composée de 3 chutes d'eau successives, sa réputation est due à un petit lac qui prend la couleur bleue par beau temps d'où son nom de Guelta Zarga.

## Histoire
La commune de Hammam N'bails (souvent orthographiée Hammam N'bails) a été créée le 15 janvier 1957,sous le nom commune  Sfahli Nador en 1963 l'ancien nom de Hammam N'bials y revient  et  en regroupant les douars qui ont été créés le 03 mai 1893 : Kef Rih(bouhachana) Aïn Ketone(Ain Sandel),Nador(N'bails),Sfahli(Hammam N'ails), d'où sont issus les Beni Keblout, est situé à l'ouest de la commune de Hammam N'bails.

## Ethnographie
Sa population est issue de plusieurs tribus dont les principales sont : Sfahli, M'chaala,  N'bail. La tribu des Beni Keblout ou Keblouti dont est issu le célèbre écrivain Kateb Yacine (1929-1989) est établie à Aïn Ghrour, du côté de Sfahli à l'ouest du chef-lieu de la commune.

## Administration et territoires
Hammam N'bail regroupe les anciens douars et communes mixtes de Sfahli, la Sofia, Nadhor. Elle a connu une expansion sans précédent depuis l'indépendance de l'Algérie. Ce qui n'était en 1963, qu'un hameau autour de l'ancienne SAS (Section Administrative Spécialisée) de Sfahli-Nadhor s'est considérablement étendu à partir des années 70 et des années 80.

## Éducation
En matière de scolarité, Hammam N'bails dispose de plusieurs écoles primaires, d'un collège (CEM) et d'un lycée.

## Économie
Les activités y sont essentiellement agricoles et agropastorales.

## Vie politique
La vie politique y est active avec une nette domination des partis FLN (Front de Libération Nationale), RND (Rassemblement National Démocratique) et à un moindre degré, le PT (Parti des Travailleurs).

## Personnalités liées à Hammam N'bail
• Kateb Yacine, écrivain, auteur de Nedjma (son père est né à Aïn Ghrour, dans la commune de Hammam N'bail) 
• Noël Boussaha, ancien journaliste reporter à El Watan Week-end (son père est natif de Sfahli, dans la commune de Hammam N'bail)
• Nouaouria Abdallah, ancien maquisard de l'ALN algérien avec Mostefa Ben Boulaid et Badji Mokhtar et autres (né à Nadhor, Commune de Nammam N'bail) , comme Fetaimia Saïd dit (l'Indochine), chef de l'ALN durant la guerre d'Algérie et Slimane Lasso.